# Copa del Atlántico 1976
La Copa del Atlántico 1976 fue la tercera y última edición del torneo. Participaron las selecciones de Argentina, Brasil, Paraguay y Uruguay. El torneo sería ganado nuevamente por Brasil logrando así el tricampeonato. 
Fue la única edición en la que todos los partidos de la liguilla fueron de ida y vuelta.
Durante el torneo se jugaron simultáneamente las siguientes copas entre las siguientes selecciones:
- Argentina y Brasil disputaron la Copa Roca.
- Argentina y Paraguay disputaron la Copa Félix Bogado.
- Argentina y Uruguay disputaron la Copa Lipton.
- Argentina y Uruguay disputaron la Copa Newton.
- Brasil y Paraguay disputaron la Copa Oswaldo Cruz.
- Brasil y Uruguay disputaron la Copa Río Branco.

## Resultados[1][2]
| Equipo    | Pts | PJ | PG | PE | PP | GF | GC | Dif |
| --------- | --- | -- | -- | -- | -- | -- | -- | --- |
| Brasil    | 11  | 6  | 5  | 1  | 0  | 12 | 5  | +7  |
| Argentina | 7   | 6  | 3  | 1  | 2  | 13 | 9  | +4  |
| Paraguay  | 5   | 6  | 1  | 3  | 2  | 9  | 11 | -2  |
| Uruguay   | 1   | 6  | 0  | 1  | 5  | 5  | 14 | -9  |

| 25 de febrero de 1976                                | Paraguay                 | 2:3 (1:2) | Argentina                 | Estadio Defensores del Chaco, Asunción                          |                                                                 |
|                                                      | Aquino 4' (p) · Báez 53' |           | Héctor Scotta 11' 38' 52' | Asistencia: ¿? espectadores Árbitro(s): Héctor Ortiz (Paraguay) | Asistencia: ¿? espectadores Árbitro(s): Héctor Ortiz (Paraguay) |
| Éste fue el partido de ida por la Copa Félix Bogado. |                          |           |                           |                                                                 |                                                                 |

| 25 de febrero de 1976                              | Uruguay   | 1:2 (1:1) | Brasil                 | Estadio Centenario, Montevideo                                 |                                                                |
|                                                    | Ocampo 27 | Reporte   | Nelinho 10' · Zico 84' | Asistencia: ¿? espectadores Árbitro(s): Roque Cerulo (Uruguay) | Asistencia: ¿? espectadores Árbitro(s): Roque Cerulo (Uruguay) |
| Éste fue el partido de ida por la Copa Río Branco. |           |           |                        |                                                                |                                                                |

| 27 de febrero de 1976                        | Argentina      | 1:2 (0:1) | Brasil             | Estadio Monumental, Buenos Aires                                     |                                                                      |
|                                              | Kempes 74' (p) | Reporte   | Lula 5' · Zico 67' | Asistencia: ¿? espectadores Árbitro(s): Roberto Barreiro (Argentina) | Asistencia: ¿? espectadores Árbitro(s): Roberto Barreiro (Argentina) |
| Éste fue el partido de ida por la Copa Roca. |                |           |                    |                                                                      |                                                                      |

| 10 de marzo de 1976 | Uruguay                  | 2:2 (¿?:¿?) | Paraguay                 | Estadio Centenario, Montevideo             |                                            |
|                     | Ocampo ¿?' · Pereyra ¿?' |             | Pesoa ¿?' · Paniagua ¿?' | Asistencia: ¿? espectadores Árbitro(s): ¿? | Asistencia: ¿? espectadores Árbitro(s): ¿? |

| 7 de abril de 1976                                   | Paraguay               | 1:1 (1:1) | Brasil    | Estadio Defensores del Chaco, Asunción                      |                                                             |
|                                                      | Osvaldo Aquino 36' (p) | Reporte   | Enéas 36' | Asistencia: ¿? espectadores Árbitro(s): J. Romei (Paraguay) | Asistencia: ¿? espectadores Árbitro(s): J. Romei (Paraguay) |
| Éste fue el partido de ida por la Copa Oswaldo Cruz. |                        |           |           |                                                             |                                                             |

| 8 de abril de 1976                                                                            | Argentina                               | 4:1 (1:0) | Uruguay     | Estadio José Amalfitani, Buenos Aires                                 |                                                                       |
|                                                                                               | Kempes 21' 57' · Luque 50' · Scotta 89' |           | Pereyra 79' | Asistencia: ¿? espectadores Árbitro(s): Arturo Ithurralde (Argentina) | Asistencia: ¿? espectadores Árbitro(s): Arturo Ithurralde (Argentina) |
| Éste fue el partido de ida por la Copa Lipton. Éste fue el partido de ida por la Copa Newton. |                                         |           |             |                                                                       |                                                                       |

| 28 de abril de 1976                                   | Brasil                  | 2:1 (0:1) | Uruguay      | Estadio Maracaná, Río de Janeiro                                     |                                                                      |
|                                                       | Rivelino 59' · Zico 73' | Reporte   | Jorge Torres | Asistencia: ¿? espectadores Árbitro(s): Romualdo Arpi Filho (Brasil) | Asistencia: ¿? espectadores Árbitro(s): Romualdo Arpi Filho (Brasil) |
| Éste fue el partido de vuelta por la Copa Río Branco. |                         |           |              |                                                                      |                                                                      |

| 28 de abril de 1976                                     | Argentina      | 2:2 (0:0) | Paraguay                               | Estadio José Amalfitani, Buenos Aires                              |                                                                    |
|                                                         | Kempes 48' 50' |           | Francisco Riveros 70' · Aquino 72' (p) | Asistencia: ¿? espectadores Árbitro(s): Ángel Coerezza (Argentina) | Asistencia: ¿? espectadores Árbitro(s): Ángel Coerezza (Argentina) |
| Éste fue el partido de vuelta por la Copa Félix Bogado. |                |           |                                        |                                                                    |                                                                    |

| 19 de mayo de 1976                                   | Brasil              | 2:0 (0:0) | Argentina | Estadio Maracaná, Río de Janeiro                                |                                                                 |
|                                                      | Lula 64' · Neca 88' | Reporte   |           | Asistencia: ¿? espectadores Árbitro(s): Agomir Martins (Brasil) | Asistencia: ¿? espectadores Árbitro(s): Agomir Martins (Brasil) |
| Éste fue el partido de vuelta por la Copa Río Branco |                     |           |           |                                                                 |                                                                 |

| 19 de mayo de 1976 | Paraguay             | 1:0 (¿?:¿?) | Uruguay | ¿?, Asunción                               |                                            |
|                    | Alicio Solalinde ¿?' |             |         | Asistencia: ¿? espectadores Árbitro(s): ¿? | Asistencia: ¿? espectadores Árbitro(s): ¿? |

| 9 de junio de 1976                                                                                  | Uruguay | 0:3 (0:3) | Argentina                            | Estadio Centenario, Montevideo             |                                            |
| |         |           | Luque 2' · Kempes 11' · Houseman 28' | Asistencia: ¿? espectadores Árbitro(s): ¿? | Asistencia: ¿? espectadores Árbitro(s): ¿? |
| Éste fue el partido de vuelta por la Copa Lipton. Éste fue el partido de vuelta por la Copa Newton. |         |           |                                      |                                            |                                            |

| 9 de junio de 1976                                      | Brasil                               | 3:1 (1:0) | Paraguay | Estadio Maracaná, Río de Janeiro          |                                           |
|                                                         | Roberto Dinamite (×2) ¿?' · Zico ¿?' |           | Díaz ¿?' | Árbitro(s): Romualdo Arppi Filho (Brasil) | Árbitro(s): Romualdo Arppi Filho (Brasil) |
| Éste fue el partido de vuelta por la Copa Oswaldo Cruz. |                                      |           |          |                                           |                                           |